# Ungunst (Band)
Ungunst war eine deutsche Punkband. Die Band spielte überwiegend schnelle Songs, die von Hardcore- und 1980er-Jahre-Punkrock geprägt waren und sich überwiegend mit gesellschaftskritischen und politischen Themen beschäftigten.

## Geschichte
Ungunst wurde im Sommer 1995 in Offenbach am Main gegründet. Die Band hat deutschlandweit über 120 Livekonzerte gespielt. Dabei waren Ungunst sowohl als Vorband nationaler (z. B. A.C.K., Die Kassierer, Toxoplasma) und internationaler Punkbands als auch als Hauptband kleinerer und mittelgroßer Konzerte vertreten.
Eines ihrer bekanntesten Lieder, das zu einem „Markenzeichen“ von Ungunst geworden ist, ist ein musikalisch und textlich sehr einfaches Lied aus den Anfangstagen der Band mit dem Namen „H’95“, besser bekannt als: „Ja, da vorne fahrn die Bulln!“.

## Umbesetzungen
Im April 2008 spielte Ungunst das letzte Konzert in der Gründungsbesetzung. Der Schlagzeuger Big musste die Band aus beruflichen Gründen verlassen. Seinen Platz nahm Basti ein, der gleichzeitig Schlagzeuger bei den beiden Darmstädter Bands „Kackophonia“ und „The Wolves“ ist. Einige Wochen nach dem Ausscheiden von Big verließ der Bassist Kalli die Band. Er wurde seit Juli 2008 durch Tom, den Bassisten der Punkband „Azrael“ aus Frankfurt am Main, ersetzt.
Ende 2012 gab die Band überraschend ihre Auflösung bekannt. Marco und Basti sind seitdem bei „Captain Capgras“ aktiv.

## Diskografie
- 1995: Wehe wenn die Lust uns packt! (Demotape; zusammen mit „Einwegflaschen“)
- 1997: Wut im Bauch (EP, East Side Records)
- 1998: Immer das selbe (Tape)
- 2000: Kinder des Zorns (Split-EP; mit „Hefepilse“; Eigenproduktion)
- 2001: Die Köpfe der Nation (Terrorrecords/PJR)
- 2003: Keine Angst (Split-EP; mit „Schlepphoden“; Arschkartenrecords)
- 2003: Kollateralschaden (Frau Hölle Records)
- 2005: Zurück nach vorn (Frau Hölle Records)
- 2006: Ungunst – Live in Darmstadt
- 2010: Entartete Musik

Sampler-Beiträge
- 1997: Im Zeichen des (Pleite-) Geiers, I und II – Punk aus Deutschland (East Side Records)
- 2005: Chaos, Bier & Anarchie, Vol. 3 (Nix-Gut Records)
- 2006: Eat the Rich, Vol. 3 (Nix-Gut Records)
- 2009: Alle gegen Alle – A Tribute to Slime (unter anderem mit Die Toten Hosen, Rasta Knast, Dritte Wahl)